# دهستان شرقی
دهستان شرقی یا ویلکیج شرقی نام دهستان در بخش مرکزی شهرستان اردبیل، استان اردبیل در ایران است. براساس سرشماری مرکز آمار ایران در سال ۱۳۸۵، جمعیت آن ۱۷۴۲۰ نفر (۴۱۴۴ خانوار) بوده‌است.